# Carvalheira
Carvalheira ist eine Gemeinde im Norden Portugals. Sie liegt im Nationalpark Peneda-Gerês. Der Rio Homem durchfließt das Gemeindegebiet.
Carvalheira gehört zu den 32 Glyphosatfreien Kommunen in Portugal (Stand März 2018).

## Geschichte
Möglicherweise entstand der heutige Ort im Verlauf der mittelalterlichen Reconquista. 1590 standen hier bereits mehrere religiöse Bauwerke.
Carvalheira war von je her eine eigenständige Gemeinde im Kreis Terras de Bouro, bis sie 1985 dem Kreis Amares angegliedert wurde. Seit 1989 gehört die Gemeinde wieder zum Kreis von Terras de Bouro.

## Sehenswürdigkeiten
Die Natur im Nationalpark Peneda-Gerês ist der wesentliche touristische Anziehungspunkt in der Region. Wanderwege durchziehen das Gebiet.
Einige Steinbrücken queren Wasserläufe im Gemeindegebiet, insbesondere die denkmalgeschützten Brücken Ponte da Carvalheira und Ponte de Cabaninhas aus dem 17. Jahrhundert.
Auch der 1912 fertiggestellte Wallfahrtsort Santuário de Bom Jesus de Mós gehört zu den Baudenkmälern der Gemeinde.

## Bildung und Kultur
Die Gemeinde verfügt über eine Grundschule und einen Kindergarten.
Das Gemeindeleben wird maßgeblich bestimmt vom Sport- und Freizeitverein Associação Desportiva e Recreativa de Carvalheira, der musikalischen Vereinigung Banda Musical de Carvalheira und der Volkstanzgruppe Grupo Folclórico de Carvalheira, u. a. 

## Verwaltung
Carvalheira ist eine Gemeinde (Freguesia) im Kreis (Concelho) von Terras de Bouro, im Distrikt Braga. Die Gemeinde besitzt eine Fläche von 9,1 km² und hat 292 Einwohner (Stand 19. April 2021).
Die Gemeinde setzt sich aus sechs Ortschaften zusammen:
- Assento (eigentlicher Hauptort)
- Cabaninhas
- Ervedeiros
- Infesta
- Paredes
- Quintão

## Bevölkerungsentwicklung

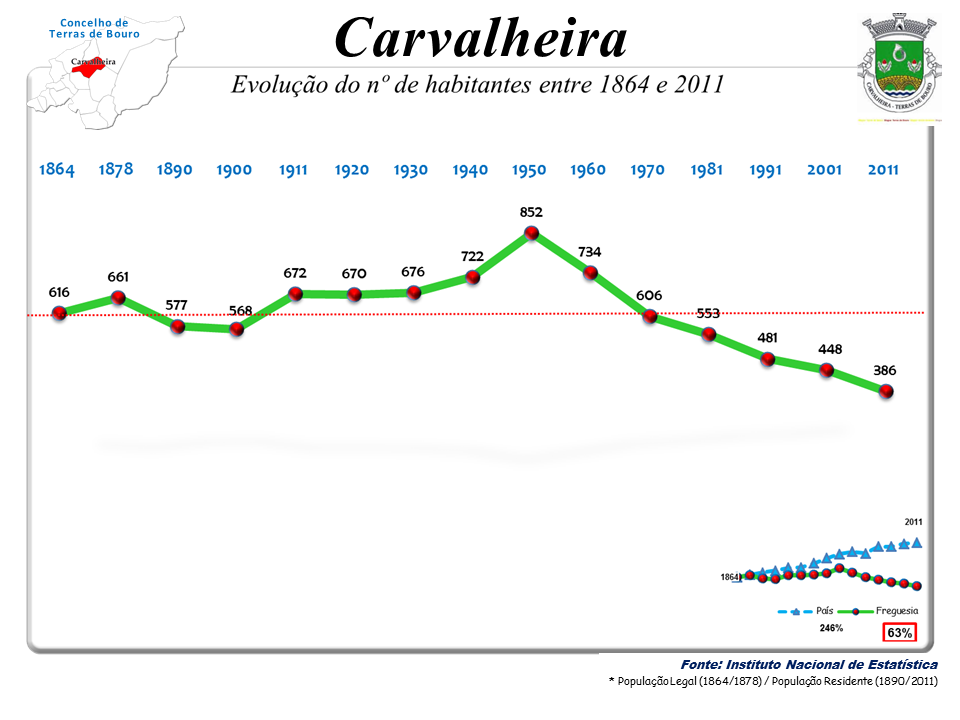
Bevölkerungsentwicklung Carvalheiras

Die Gemeinde ist von Abwanderung und Überalterung gekennzeichnet.
| Einwohnerzahl in der Gemeinde Carvalheira (1864–2011) | Einwohnerzahl in der Gemeinde Carvalheira (1864–2011) | Einwohnerzahl in der Gemeinde Carvalheira (1864–2011) | Einwohnerzahl in der Gemeinde Carvalheira (1864–2011) | Einwohnerzahl in der Gemeinde Carvalheira (1864–2011) | Einwohnerzahl in der Gemeinde Carvalheira (1864–2011) | Einwohnerzahl in der Gemeinde Carvalheira (1864–2011) | Einwohnerzahl in der Gemeinde Carvalheira (1864–2011) | Einwohnerzahl in der Gemeinde Carvalheira (1864–2011) | Einwohnerzahl in der Gemeinde Carvalheira (1864–2011) | Einwohnerzahl in der Gemeinde Carvalheira (1864–2011) | Einwohnerzahl in der Gemeinde Carvalheira (1864–2011) | Einwohnerzahl in der Gemeinde Carvalheira (1864–2011) | Einwohnerzahl in der Gemeinde Carvalheira (1864–2011) | Einwohnerzahl in der Gemeinde Carvalheira (1864–2011) |
| ----------------------------------------------------- | ----------------------------------------------------- | ----------------------------------------------------- | ----------------------------------------------------- | ----------------------------------------------------- | ----------------------------------------------------- | ----------------------------------------------------- | ----------------------------------------------------- | ----------------------------------------------------- | ----------------------------------------------------- | ----------------------------------------------------- | ----------------------------------------------------- | ----------------------------------------------------- | ----------------------------------------------------- | ----------------------------------------------------- |
| 1864                                                  | 1878                                                  | 1890                                                  | 1900                                                  | 1911                                                  | 1920                                                  | 1930                                                  | 1940                                                  | 1950                                                  | 1960                                                  | 1970                                                  | 1981                                                  | 1991                                                  | 2001                                                  | 2011                                                  |
| 616                                                   | 661                                                   | 577                                                   | 568                                                   | 672                                                   | 670                                                   | 676                                                   | 722                                                   | 852                                                   | 734                                                   | 606                                                   | 553                                                   | 481                                                   | 448                                                   | 386                                                   |

## Wirtschaft
In der Gemeinde sind Betriebe der Landwirtschaft, des Baugewerbes, des Handels und der Gastronomie tätig. Zudem wird hier traditionell Kunsthandwerk hergestellt.